# Amerosporium platense
Amerosporium platense är en svampart som beskrevs av Speg. 1902. Amerosporium platense ingår i släktet Amerosporium och familjen Sclerotiniaceae.   Inga underarter finns listade i Catalogue of Life.